# Matt Hamilton
Matthew James Hamilton (conocido como Matt Hamilton; Madison, 19 de febrero de 1989) es un deportista estadounidense que compite en curling. Su hermana Rebecca compite en el mismo deporte.
Participó en dos Juegos Olímpicos de Invierno, obteniendo una medalla de oro en Pyeongchang 2018, en la prueba masculina, y el cuarto lugar en Pekín 2022.
Ganó una medalla de bronce en el Campeonato Mundial de Curling Masculino de 2016 y una medalla de bronce en el Campeonato Pan Continental de Curling Masculino de 2024.

## Palmarés internacional
| Juegos Olímpicos           | Juegos Olímpicos            | Juegos Olímpicos  | Juegos Olímpicos |
| Año                        | Lugar                       | Medalla           | Prueba           |
| -------------------------- | --------------------------- | ----------------- | ---------------- |
| 2018                       | Pyeongchang (Corea del Sur) | Medalla de oro    | Equipo           |
| Campeonato Mundial         |                             |                   |                  |
| Año                        | Lugar                       | Medalla           | Prueba           |
| 2016                       | Basilea (Suiza)             | Medalla de bronce | Equipo           |
| Campeonato Pan Continental |                             |                   |                  |
| Año                        | Lugar                       | Medalla           | Prueba           |
| 2024                       | Lacombe (Canadá)            | Medalla de bronce | Equipo           |